# Josep Campo i Pérez

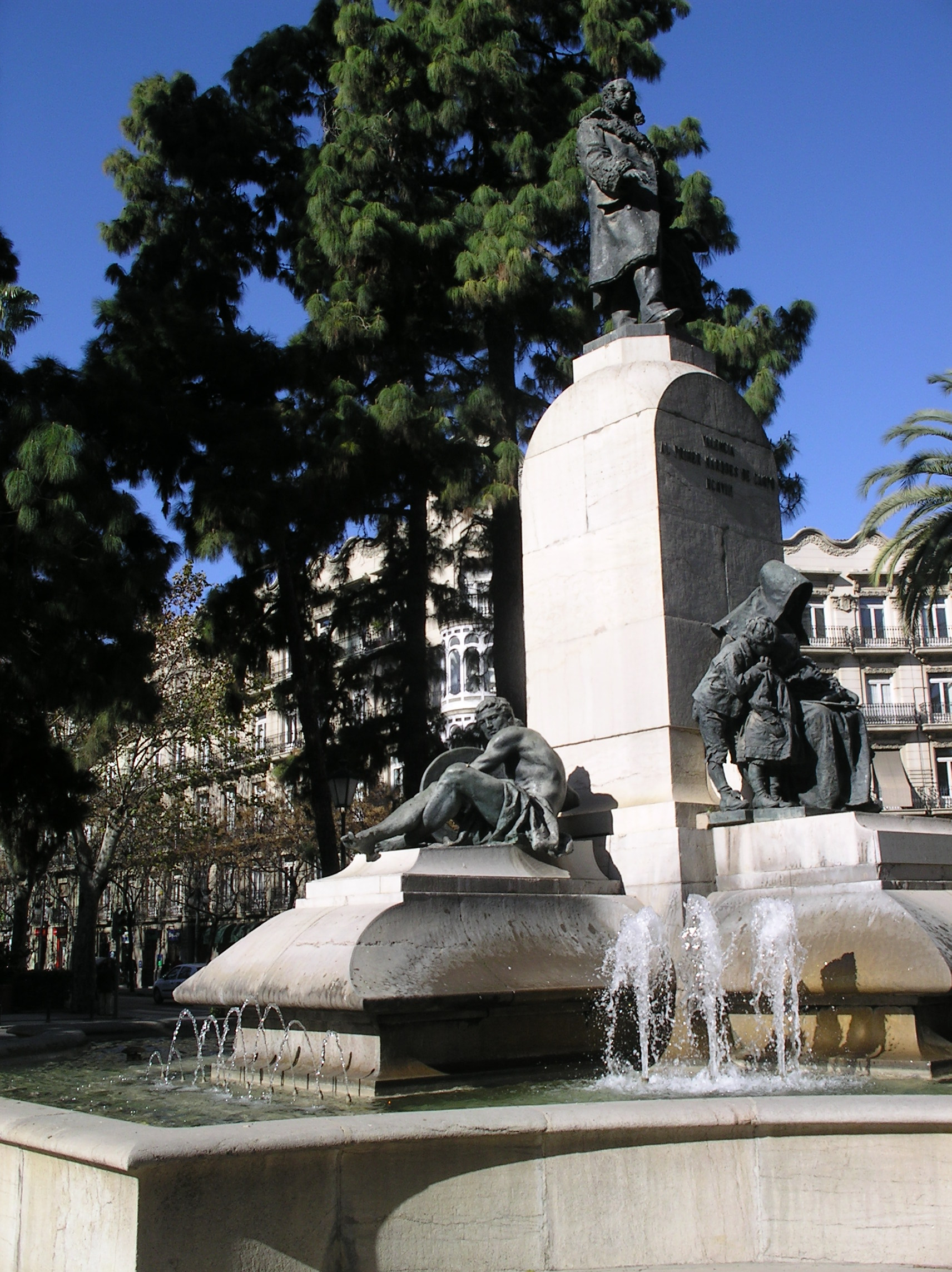
Monument al Marquès de Campo, situat a la Plaça de Cánovas del Castillo de València.

José Campo Pérez Arpa y Vela, marquès de Campo (València, 22 de maig de 1814 - Madrid, 19 d'agost de 1889) va ser un polític valencià, alcalde de València entre 1843 i 1847.

## Biografia
Era fill de comerciants d'espècies amb un establiment a la plaça del Mercat. Va rebre una bona educació, part d'ella en l'estranger, d'on va tornar amb idees renovades sobre el desenvolupament social i industrial. Va participar en la Junta de Salvació de València que es va sumar al moviment antiesparterista liderat per Narváez. Va ser alcalde de València entre 1843 i 1847, any en què va dimitir per problemes de salut. Durant el seu mandat va promoure millores a la ciutat, com el primer adoquinat de carrers, la portada d'aigua potable des del salt del Corb, al riu Túria, en el terme municipal de Manises, i la instal·lació de l'enllumenat públic de gas, fet per la companyia francesa de Lecoq i Lebon, adjudicataris també del servei a Barcelona. Va ser diputat al Congrés durant set legislatures, pels districtes d'Énguera i València, entre 1850 i 1865.
Després de la restauració borbònica de 1874 el rei Alfons XII li va concedir el títol de marquès de Campo, primer títol nobiliari que va concedir en el seu regnat.
Va ser també un destacat empresari, amb negocis en el camp del ferrocarril, el transport naval, la premsa i la banca. Va ser titular de la línia de ferrocarril Grau-València-Almansa, per acord amb la companyia anglesa de Mr. Wole. També va fundar a València el diari La Opinión, i li'n va encomanar la direcció a Teodor Llorente. Aquest diari va ser el primer de la ciutat a incloure una secció de correspondència diària amb Madrid i un resum de notícies telegràfiques.
Es va traslladar definitivament a Madrid, on va fundar la Central Española de Crédito (1860-1871) i va promoure negocis de transport marítim amb les Filipines i les colònies espanyoles d'Amèrica, a més de diferents negocis com a subministrador de l'administració pública.
Va ser nomenat senador vitalici del Regne d'Espanya pel rei Alfons XII.
Va intentar comprar el penyal de Gibraltar al Regne Unit per cinc milions de pessetes.
Responent a la invitació de Juan Navarro Reverter va participar com a capitalista en la fundació de la Caixa d'Estalvis i Mont de Pietat de València.